# 6764 Kirillavrov
6764 Kirillavrov este un asteroid din centura principală de asteroizi.

## Descriere
6764 Kirillavrov este un asteroid din centura principală de asteroizi. A fost descoperit pe 7 octombrie 1981 la Observatorul astrofizic din Crimeea de Liudmila Cernîh. El prezintă o orbită caracterizată de o semiaxă mare de 2,26 ua, o excentricitate de 0,14 și o înclinație de 7,0° în raport cu ecliptica.